# Syzygium masukuense
Syzygium masukuense är en myrtenväxtart som först beskrevs av John Gilbert Baker, och fick sitt nu gällande namn av Robert Elias Fries. Syzygium masukuense ingår i släktet Syzygium och familjen myrtenväxter.

## Underarter
Arten delas in i följande underarter:
- S. m. masukuense
- S. m. pachyphyllum